# Мики Джеймс
Мики Лари Джеймс (на английски: Mickie James) е професионална кечистка и кънтри певица.

## Биография
Родена е в Ричмънд, САЩ на 31 август 1979 г.
Дебютира като фенка на Триш Стратъс. Става шампионка за 1-ви път, като побеждава Триш на турнира „КечМания 22“. Тя е 5-кратна шамипонка при жените. Става приятелка с кечистките Мария и Кандис, поддържа лоши отношения с Виктория и Мелина. На нощта на шампионите побеждава Марис и става 2-ра, която е ставала и шампионка при жените и шампионка на дивите. На Royal Rumble печели титлата при жените за 5-и път.
Напуска WWE на 22 април 2010 г. След това се отдава успоредно се занимава с кънтри музика.

## Титли и постижения
Covey Promotions
- Шампионка при жените на Covey Pro (1 път)
- Залата на славата на Covey Pro (2014)

CyberSpace Wrestling Federation
- Шампионка при жените на CSWF (1 път)

'Dynamite Championship Wrestling
- Шампионка при жените на DCW (1 път)

Impact Championship Wrestling
- Супер Младши шампионка на ICW (1 път)

International Pro WrestlingUnited Kingdom
- Шампионка при жените на IPW:UK (1 път)

Maryland Championship Wrestling
- Шампионка при жените на MCW (1 път)

Premier Wrestling Federation
- Универсална шампионка при жените на PWF (1 път)

Pro Wrestling Illustrated
- Жена на годината (2009, 2011)
- PWI я класира като 1 от топ 50 жени кечистки в PWI Female 50 през 2009

Southern Championship Wrestling
- Шампионка на дивите на SCW (1 път)

Total Nonstop Action Wrestling
- Шампионка на Нокаута на TNA (3 пъти)
- Световна купа по Борба на TNA (2013) – с Кристофър Даниелс, Джеймс Сторм, Казариан и Кени Кинг

Ultimate Championship Wrestling
- Шампионка при жените на UCW (1 път)

Ultimate Wrestling Federation
- Шампионка при жените на UWF (2 пъти)

World Wrestling Entertainment
- Шампионка при жените на WWE (5 пъти)
- Шампионка на дивите на WWE (1 път)